# Пушпака

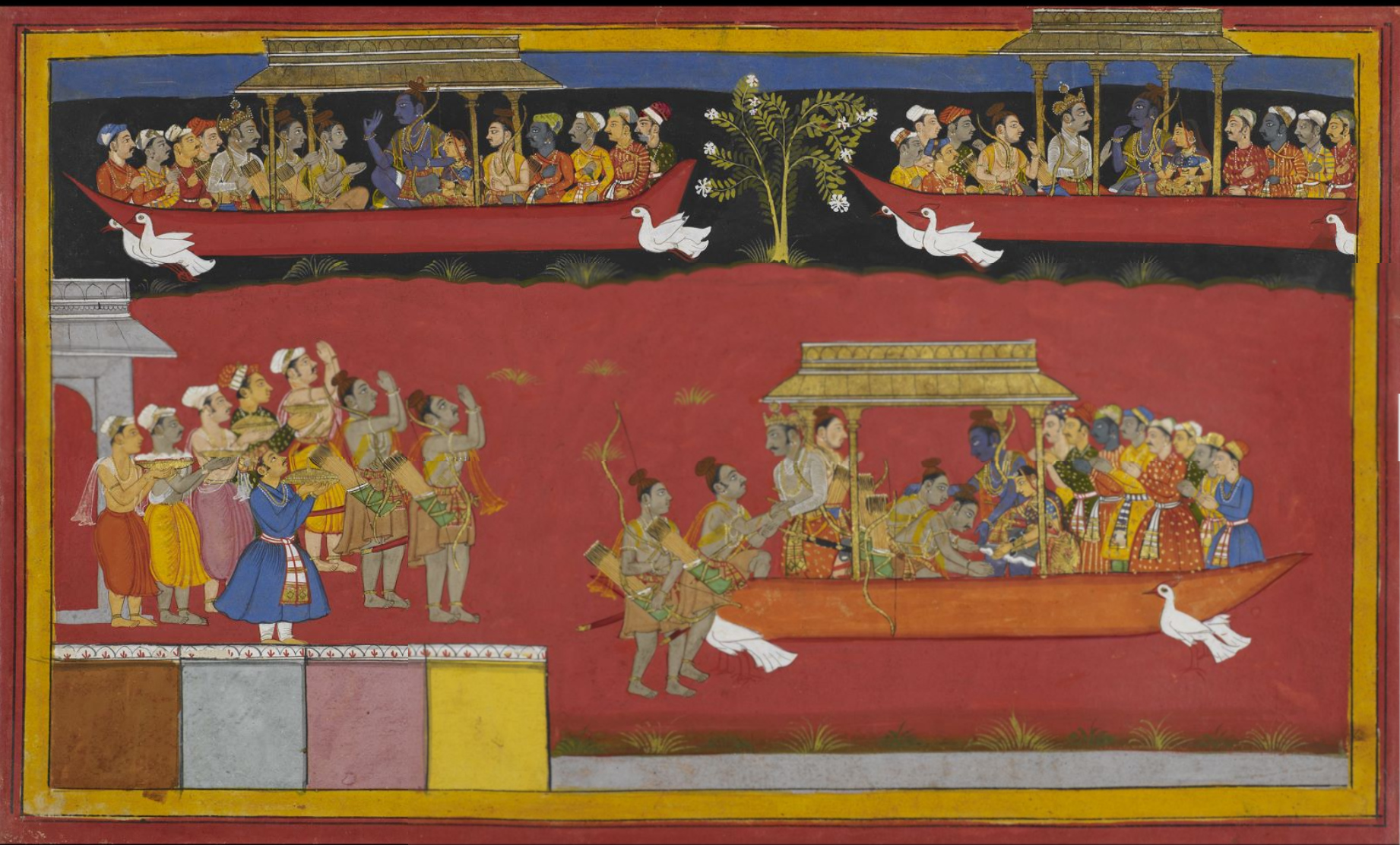
Рама возвращается в Айодхью. Пушпака здесь изображена в виде корабля.

Пушпа́ка (санскр. पुष्पक, puSpakaIAST, «сосуд из железа»)) — вимана демонического правителя Ланки Раваны, описываемая в древнеиндийском эпосе «Рамаяне». Согласно «Рамаяне», пушпака — это летающая колесница, сияющая как солнце и подобная яркому облаку. Пушпака украшена золотыми колоннами и арками, усыпана жемчугом и другими драгоценными камнями, увита золотыми лестницами и увенчана террасами с прекрасными садами, дающими плоды во все времена года. По желанию владельца она способна отправиться в любое место. Пушпака изначально была изготовлена зодчим богов Майясурой для Куберы, но позднее была украдена Раваной. После смерти Раваны, Пушпака перешла во владение Рамы.